# (471155) 2010 GF65
(471155) 2010 GF65, também escrito como (471155) 2010 GF65, é um corpo celeste que é classificado como um centauro, numa classificação estendida de centauros. Ele possui uma magnitude absoluta de 7,2 e tem um diâmetro estimado de cerca de 160 km.

## Descoberta
(471155) 2010 GF65 foi descoberto no dia 14 de abril de 2010, pelos astrônomos D. L. Rabinowitz e S. Tourtellotte.

## Órbita
A órbita de (471155) 2010 GF65 tem uma excentricidade de 0,337 e possui um semieixo maior de 33,371 UA. O seu periélio leva o mesmo a uma distância de 22,133 UA em relação ao Sol e seu afélio a 44,609 UA.